# Michael Andrews
Michael Andrews (San Diego, 17 november 1967) is een Amerikaanse muzikant en filmmuziekcomponist. Hij is vooral bekend van zijn cover van het nummer 'Mad World' van Tears for Fears, dat als soundtrack diende voor de film Donnie Darko. Deze bewerking maakte hij samen met Gary Jules, die het lied inzong. De cover werd een wereldwijde hit en behaalde onder andere in het Verenigd Koninkrijk de eerste plaats in de hitlijsten. Andrews is een multi-instrumentalist en bespeelt onder andere gitaar en piano.
Daarnaast schreef Andrews onder andere de muziek voor Shrek 2 en Shrek the Third. Ook deed hij de montage bij de tekenfilm Jozef de Dromenkoning. In 2006 kwam zijn debuutalbum uit: Hand on String.

## Discografie

### Albums
- Hand on String (2006)
- Spiling a Rainbow (2012)

### Filmmuziek
- Chapter Zero (1999)
- Donnie Darko (2001)
- Out Cold (2001)
- Orange County (2002)
- Cypher (2002)
- Nothing (2003)
- Me and You and Everyone We Know (2005)
- My Suicidal Sweetheart (2005)
- The TV Set (2006)
- Paris, je t'aime (2006)
- Unaccompanied Minors (2006)
- Walk Hard: The Dewey Cox Story (2007)
- Funny People (2009)
- Cyrus (2010)
- She's Out of My League (2010)
- Bridesmaids (2011)
- Bad Teacher (2011)
- Jeff, Who Lives at Home (2011)
- The Five-Year Engagement (2012)
- The reluctant Fundamentaist (2012)
- The Heat (2013)
- Bad Neighbours (2014)
- Tammy (2014)
- Sex Tape (2014)
- The Adderall Diaries (2015)
- Daddy's Home (2015)
- Dirty Grandpa (2016)
- Bad Neighbours 2 (2016)
- The Big Sick (2017)
- The Elephant and the Butterfly (2017)
- Daddy's Home 2 (2017)
- I Feel Pretty (2018)
- Against the Clock (2019)
- The Lovebirds (2020)
- The King of Staten Island (2020)

### Muziek voor televisie
- Freaks and Geeks (1999–2000)
- Undeclared (2001–2002)
- Wonderfalls (2004)
- Desire - Ford Mondeo (2007)
- New Girl (2011) - intromuziek
- Ben and Kate (2012) - intromuziek
- Togetherness (2016)
- Friends from College (2017)

## Hitlijsten

### Singles
| Single met eventuele hitnotering(en) in de Nederlandse Top 40 | Datum van verschijnen | Datum van binnenkomst | Hoogste positie | Aantal weken | Opmerkingen                                 |
| ------------------------------------------------------------- | --------------------- | --------------------- | --------------- | ------------ | ------------------------------------------- |
| Mad World                                                     | 15-12-2003            | 27-12-2003            | 4               | 20           | met Gary Jules / Nr. 4 in de Single Top 100 |

| Single met hitnotering(en) in de Vlaamse Ultratop 50 | Datum van verschijnen | Datum van binnenkomst | Hoogste positie | Aantal weken | Opmerkingen    |
| ---------------------------------------------------- | --------------------- | --------------------- | --------------- | ------------ | -------------- |
| Mad World                                            | 15-12-2003            | 07-02-2004            | 23              | 12           | met Gary Jules |

### NPO Radio 2 Top 2000
| Nummer met noteringen in de NPO Radio 2 Top 2000 | '07  | '08 | '09  | '10  | '11  | '12 | '13 | '14 | '15 | '16 | '17  | '18 | '19  | '20  | '21  | '22  | '23  | '24  |
| ------------------------------------------------ | ---- | --- | ---- | ---- | ---- | --- | --- | --- | --- | --- | ---- | --- | ---- | ---- | ---- | ---- | ---- | ---- |
| Mad World (met Gary Jules)                       | 1802 | -   | 1958 | 1448 | 1573 | 569 | 474 | 609 | 408 | 682 | 1166 | 958 | 1160 | 1109 | 1214 | 1306 | 1535 | 1442 |

1. ↑  Een '-' betekent dat het nummer niet was genoteerd en een vetgedrukt getal geeft de hoogste notering aan.
2. ↑  2007 was het eerste jaar met een notering voor dit nummer.